# Indocypha svenhedini
Indocypha svenhedini – gatunek ważki z rodziny Chlorocyphidae. Występuje w Chinach i Wietnamie.